# Kjellberg (Göteborgssläkten)

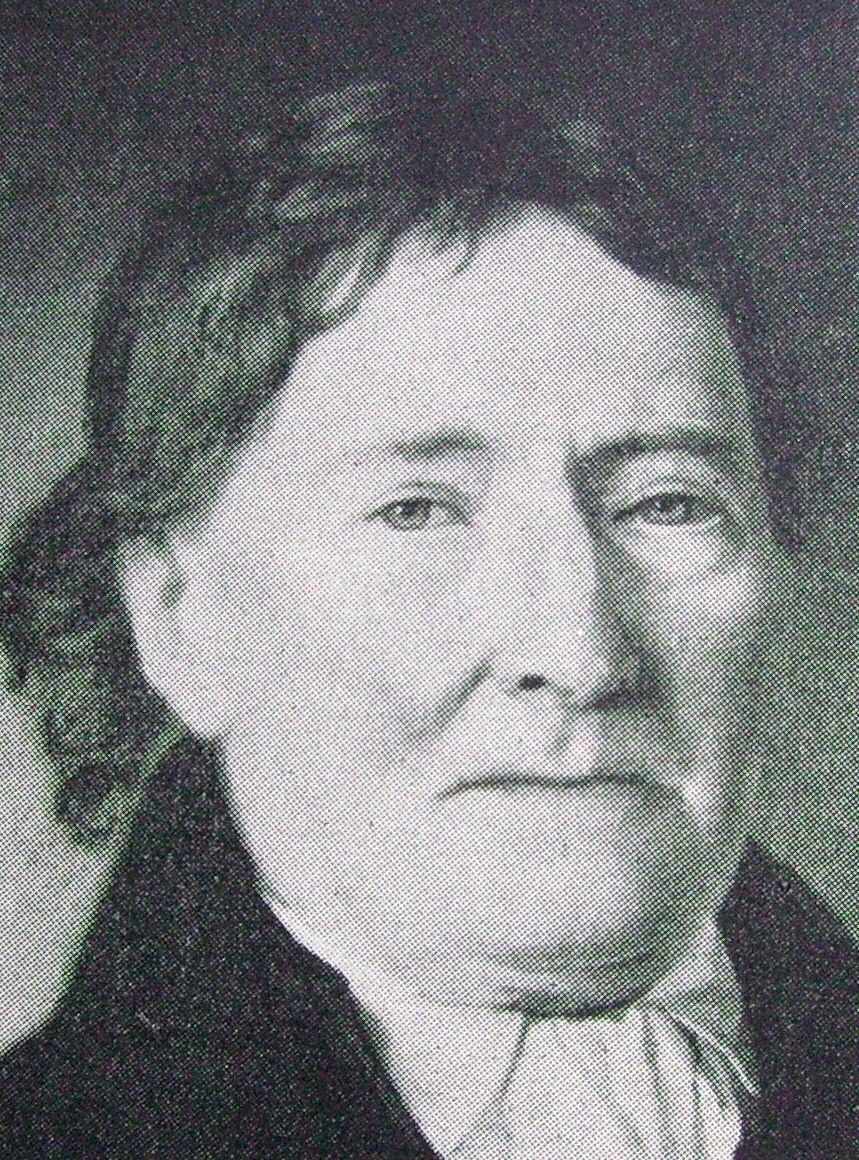
Jonas Kjellberg (1752–1832).

Göteborgssläkten Kjellberg är en svensk släkt vars äldsta kända stamfader är Jöns Kielbergh, död 2 april 1733 i Otterstad. Hans föräldrar var troligen Swen Persson i Kjellstorp, gift omkring 1652 med Ingeborg Andersdotter. Swen Persson var son till Per [Olofsson], bonde i Kjellstorp i Broby socken i Skaraborgs län. Jöns Kielbergh gifte sig 24 maj 1688 i Otterstad med Catharina Waldon, född omkring 1658, död 1740 och dotter till trädgårdsmästaren på Läckö, Daniel Ersson Waldon och Bengta Windruf.
Omkring 1680 var Jöns Kielbergh byggningsskrivare på Läckö slott och bosatt på Berg Bengt Håkansgården i Otterstad, som han skatteköpte 1719. Med hans två söner Jonas Kielbergh (1722–1760) och kronolänsman Abraham Kjellberg (1725–1795) delade sig släkten i två huvudgrenar, senare benämnda som "den andra" respektive "den tredje". Den "första grenen" har Johan Kjellberg (1713–1782) som stamfader. Senare utgrenade sig Storebergslinjen med stamfadern Jonas Henrik Reinhold Kjellberg (1823–1896) samt Göteborgslinjen med Carl Ossian Kjellberg (1825–1891) som stamfader.

## Den så kallade "andra grenen"
- Jonas  Kielbergh (1722–1760), kronolänsman. Gift 13 december 1751 i Sävared med Elsa Ebba Mellin (1727–1763), dotter till mönsterskrivaren vid Västgöta Kavalleri Jonas Mellin (1696–1751) i Sävared, i dennes l:a giftermål med Elsa Ebba Bjurberg
  - Jonas  Kjellberg (1752-1832), grosshandlare i Göteborg
  - Sven Roland Kjellberg (1756–1800), grosshandlare i Göteborg. Gift 9 mars 1787 med Christina Lovisa Lidholm (1765–1824), dotter till kyrkoherden i Gökhem, Anders Lidholm (1720–1790) och Wilhelmina Friedenreich (1728–1791).
    - Jonas Anders Kjellberg (1788–1877), grosshandlare i Göteborg
      - Carl Ossian Kjellberg (1825–1891), grosshandlare i Göteborg
        - Carl August Kjellberg (1853–1925), grosshandlare, bankdirektör och riksdagsman.
          - Carl Ossian (född 1875), grosshandlare
            - Carl C:son Kjellberg (1915–1995), diplomat

          - William Kjellberg (född 1878)
            - Sven Roland Kjellberg (1905–1966), läkare

        - Jonas Kjellberg (1858-1942), bankdirektör och riksdagsman
          - Knut Kjellberg (1907–1960), läkare
            - Erik Kjellberg (född 1939), musikforskare, professor

        - Knut Kjellberg (1867–1921), läkare, professor och riksdagsman
          - Gunnar K:son Kjellberg (1896–1982), assuransdirektör, generalkonsul